# Société de Fiennes
Pour les articles homonymes, voir Fiennes (homonymie).
La Société de Fiennes est une compagnie minière qui a exploité la houille dans le Boulonnais dans le bassin minier du Nord-Pas-de-Calais. L'exploitation ne consiste qu'en un grappillage de charbon, mais l'engouement qui se produit à cette époque pour les valeurs charbonnières va permettre la création d'un établissement organisé destiné à produire plus de houille. La Société va creuser des puits au-delà de 66 mètres, profondeur maximale à laquelle les pompes d'exhaure peuvent à cette époque prendre les eaux d'infiltration.
Le puits l'Espoir est mis en chantier, puis successivement les puits Dusouich, la Renaissance et la Providence. La production est faible, mais les prix de revient élevés sont compensés par des prix de vente élevés grâce au manque de concurrence aux alentours, ce qui permet à la société de continuer à produire jusque 1870, mais la dette est trop élevée, et la Société ne parvient pas à obtenir un nouvel emprunt. Elle est alors liquidée, et l'activité est reprise par la Compagnie des Charbonnages de Réty, Ferques et Hardinghen. Un procès se déroule par la suite, les obligataires souhaitant être remboursés de leur prêt par les actionnaires.

## Historique

### Situation des mines en 1837
D'après un rapport de M. Dusouich, en 1837, l'exploitation d'Hardinghen ne consiste qu'en un grappillage de charbon au milieu des restes des exploitations du siècle dernier. L'état des travaux devient des plus précaire, et on approche de l'épuisement des massifs laissés par les anciens. L'extraction annuelle s'élève à peine à 50 000 hectolitres combles, revenant au prix élevé de 1,12 franc l'un.
Les travaux ne s'étendent pas au-dessous de 66 mètres, profondeur à laquelle la machine d'épuisement peut prendre les eaux. On vient de commencer sur Fiennes un puits, l'Espoir, que l'on se propose de pousser à 200 mètres, et on y a monté pour l'extraction et l'épuisement une machine de 35 chevaux.

### Achat des concessions d'Hardinghen et de Fiennes
Telle est la situation des Mines d'Hardingdien en 1837, à l'époque de l'engouement des capitalistes du Nord pour tout ce qui touche de près ou de loin à l'industrie houillère. Une Société civile s'est constituée le 10 décembre 1837, sous le nom de Société de Fiennes. Elle achète des familles de Cuinchy et de Liedekerke, descendants de Desandrouin, et de M. Cazin d'Honincthun, la concession et les établissements qu'ils possèdent à Réty et à Hardinghen, et de la baronne de Laborde, la concession éventuelle de Fiennes. Cette dernière concession n'est instituée définitivement que le 29 décembre 1840, par une ordonnance royale. Son étendue est de 431 hectares. La concession d'Hardinghen, s'étendant sur les territoires de Réty, Ferques et Hardinghen, a été instituée le 11 nivôse an VIII, et comprend 3 431 hectares.
Une note non datée et peu explicite, communiquée à l'auteur, fournit les indications suivantes sur les parts de propriété des vendeurs, le prix d'achat de l'établissement d'Hardinghen, et l'estimation des objets composant alors cet établissement. L'entreprise d'Hardinghen aurait donc, d'après cette note, été payée par la Société 903 190,57 francs. Dans ces prix, les trois fosses, Nord, Sud et Locquinghen, alors existantes, sont estimées 162 704,26 francs, les terrains et bâtiments 132 600 francs, le matériel et les approvisionnements 120 551,66 francs, soit un cumul de 415 855,92 francs. Le surplus du prix d'acquisition 487 334,65 francs représente la valeur de la concession.

### Statuts de la Société de Fiennes
Les statuts de la Société de Fiennes modifiés à diverses reprises par délibérations des assemblées générales sont, tels qu'ils sont arrêtés en 1855, analysés ci-dessous.
La Société est civile. Elle a pour objet la reconnaissance de l'ancienne concession de Fiennes, la recherche et l'exploitation de la houille sur le territoire de ce nom. Son siège social est à Réty. La Société est constituée à partir du 10 décembre 1837. Le fonds social est fixé à 1 800 000 francs représentés par 600 actions de 3 000 francs. 26 actions, nos 1 à 26, seront actions libérées et ne seront susceptibles d'aucun appel de fonds. Trente autres actions, nos 27 à 56, appartiendront aux fondateurs et seront, comme toutes les autres actions, sujettes aux appels de fonds, mais seulement jusqu'à l'extraction de la houille. Ces 56 actions sont partagées d'accord entre les fondateurs entre eux et les personnes qu'ils reconnaissent avoir rendu service à la Société. Cinquante autres actions, nos 57 à 106, seront conservées pour former un fonds de réserve à la Société. Elles ne seront émises qu'après autorisation de l'assemblée générale, et la prime qui serait obtenue au-delà de leur valeur nominale, appartiendrait pour moitié aux fondateurs, intéressés ainsi au succès de l'entreprise.
Les écritures sont arrêtées le 31 décembre de chaque année. Il sera payé aux fondateurs 24 000 francs, comme prix des avantages et valeurs qu'ils apportent à la Société. L'assemblée générale aura lieu de plein droit le 15 mai de chaque année. Tout propriétaire d'une action de 3 000 francs fera partie de l'Assemblée générale. Chaque associé aura autant de voix qu'il a d'actions. La Société est administrée par un conseil d'administration composé de cinq membres. Chacun d'eux doit posséder trois actions, ils sont nommés par l'assemblée générale. Ils sont renouvelés par cinquième chaque année. Les pouvoirs du Conseil d'administration sont très étendus. Un conseil de surveillance, composé de trois membres, nommés par l'assemblée générale, est chargé de la vérification des écritures.

### Capitaux versés par les actions
Le fonds social est fixé à 1 800 000 francs, représenté par 600 actions de 3 000 francs. Vingt-six sont libérées de fondation, trente ont été libérées après un versement de 1 000 francs et 463 ont été émises, soit 519 actions. Six actions ont plus tard été rachetées par la Société et six autres ont été annulées pour défaut de payement, lors des appels de fonds. 507 actions restaient en circulation au 1er janvier 1865, dont 451 ont encore à verser chacune 300 francs.
Du 1er janvier 1838 au 31 décembre 1852, les divers appels de fonds ont produit 1 065 000 francs. En 1838, 75 actions ont été vendues à primes et ont fait entrer dans la caisse de la Société 287 000 francs. Enfin, de 1853 à 1864, il est fait un appel de fonds qui produisit 237 116,67 francs. Le versement total des actions est de 1 589 116,67 francs. I1 faut en déduire le prix des six actions rachetées et des six actions annulées pour défaut de payement des appels de fonds soit 35 252,32 francs, il reste 1 553 864,35 francs pour versements réels et définitifs des 507 actions en circulation en 1865. Plus tard, en 1867, il est appelé 300 francs formant le complément des actions, soit 152 100 francs. Le total des versements est de 1 705 964,35 francs.

### Travaux
En 1837, lors de l'achat de la concession, l'exploitation d'Hardinghen se borne à un grappillage dans les travaux des anciens, et ne fournit qu'environ 50 000 hectolitres combles. Un nouveau puits, l'Espoir, a été creusé dans la concession de Fiennes. Il fournit d'assez grandes quantités de charbon, et permet d'augmenter l'extraction annuelle jusqu'à concurrence de 200 000 hectolitres en moyenne.
En 1845, on exploite cinq veines par deux puits, et la production journalière s'élève à 600 ou 700 hectolitres. Les veines ont été fouillées antérieurement sur un grand nombre de points, dans les parties supérieures. À 800 mètres au couchant des puits, elles sont interrompues par une grande faille qui les fait complètement disparaître. Quant au levant, ces veines et même le terrain houiller disparaissent également pour faire place aux calcaires, qui limitent, du reste, à ce qu'il paraît, le bassin houiller dans tous les sens, de sorte que la largeur du bassin n'est que d'environ 800 mètres, et sa longueur de 1 800 mètres. Telles sont les indications qu'on trouve dans un rapport des Ingénieurs des Mines de décembre 1845. On prévoit que les anciennes exploitations ne dureront plus longtemps. Aussi, la société ouvre un nouveau puits, Dusouich, à l'ouest de la faille qui interrompt les veines. Ce puits traverse cinquante mètres de calcaire avant d'atteindre le terrain houiller. Il rencontre des couches amincies et très irrégulières, et dans lesquelles il n'a pu être extrait que de très minimes quantités de houille.
Un deuxième puits, la Renaissance, a été ouvert au nord de la fosse Dusouich. Il traverse 110 mètres de calcaire avant d'atteindre le terrain houiller, et en 1852, on y entre en exploitation dans la veine à Cuerelles, lorsqu'une venue d'eau se manifeste à la séparation du calcaire avec le terrain houiller. La fosse est inondée et abandonnée, ainsi que la fosse Dusouich.
Un troisième puits, la Providence, plus au nord, est immédiatement commencé. Son creusement à travers les couches, jusqu'à 176,85 mètres, profondeur à laquelle il atteint le terrain houiller, a été long et coûteux, d'autant plus qu'à la profondeur de 150 mètres on rencontre de l'eau, et qu'on est obligé de monter une machine d'épuisement. Enfin, le terrain houiller est rencontré en août 1859. Pour retenir les eaux supérieures, on établit de 171 à 182 mètres, soit sur onze mètres, un fort cuvelage en fonte, le premier qui ait été appliqué en France.
En 1860, la fosse la Providence est arrivée à 210 mètres de profondeur. Elle a traversé trois couches de houille, dont deux de 85 centimètres et 1,40 mètre, dans lesquelles on commence à exploiter en 1861, et l'extraction annuelle de cette fosse, jointe à celle des divers puits, varie de 205 000 à 233 000 hectolitres jusqu'en 1864.
Mais, à la fin de cette année, se produit le même fait qui s'est produit en 1852 à la fosse la Renaissance. Les travaux d'exploitation des veines amènent un décollage du terrain houiller avec le calcaire ; les eaux contenues dans ce dernier terrain, dont les nombreuses fissures pénètrent jusqu'au jour, arrivent en abondance et inondent le puits que l'on est forcé d'abandonner. La venue d'eau atteint 35 000 hectolitres par 24 heures, et son épuisement demande l'installation d'une puissante machine. La situation de la compagnie est à ce moment des plus critiques. Le puits l'Espoir, qui a fourni pendant longtemps la très grande partie de la production, a été inondé subitement en mars 1858, à la suite d'une venue d'eau d'une grande force, rencontrée dans le percement d'une faille entre deux séries de tailles. Les ouvriers ont tous pu se sauver, mais on a dû abandonner dans les travaux les chevaux et tout le matériel. Quelques exploitations superficielles ouvertes sur les affleurements, les travaux des nouveaux puits, ont permis de donner du travail à tout le personnel, et de maintenir l'extraction aux chiffres des années précédentes.
| Année  | Hectolitres combles | Tonnes  |
| ------ | ------------------- | ------- |
| 1839   | 56 005              | 5 600   |
| 1840   | 147 314             | 14 731  |
| 1841   | 215 183             | 21 518  |
| 1842   | 185 088             | 18 509  |
| 1843   | 136 931             | 13 693  |
| 1844   | 194 073             | 19 407  |
| 1845   | 207 228             | 20 723  |
| 1846   | 196 914             | 19 691  |
| 1847   | 204 032             | 20 403  |
| 1848   | 166 218             | 16 622  |
| 1849   | 167 391             | 16 739  |
| 1850   | 190 577             | 19 058  |
| 1851   | 186 748             | 16 803  |
| 1852   | 153 193             | 13 788  |
| 1853   | 168 044             | 15 120  |
| 1854   | 187 723             | 16 857  |
| 1855   | 174 268             | 15 687  |
| 1856   | 185 353             | 16 677  |
| 1857   | 165 597             | 14 904  |
| 1858   | 74 085              | 6 660   |
| 1859   | 163 295             | 14 697  |
| 1860   | 176 819             | 15 912  |
| 1861   | 233 399             | 21 006  |
| 1862   | 205 209             | 18 468  |
| 1863   | 227 311             | 20 457  |
| 1864   | 209 344             | 18 837  |
| Totaux | 4 577 995           | 432 633 |

### Production de 1839 à 1864
D'après des documents communiqués et présentant un réel caractère d'exactitude, la production des Mines d'Hardinghen a été, depuis 1839 jusqu'en 1864 :
Ainsi, la production totale des Mines d'Hardinghen, pendant les 26 années de 1839 à 1864, n'a été que de 4 577 995 hectolitres ou de 432 633 tonnes. Ce chiffre ne représente que la production annuelle d'une houillère moyenne du Pas-de-Calais, et que la moitié de la production de chacune des dernières années de la Compagnie de Lens. L'extraction moyenne a été seulement de 16 640 tonnes. L'extraction maximale a été de 21 578 tonnes en 1841, et de 21 006 tonnes en 1861.

### Prix de revient
De 1839 à 1864, le prix de revient a varié considérablement suivant les années. Ainsi, de 1839 à 1842, il est compris entre 1,448 franc et 1,76 franc par hectolitre comble, ou 14,48 et 17,60 francs par tonne. De 1843 à 1850, le prix de revient est assez avantageux. Il varie de 87,5 centimes à 1,098 franc par hectolitre comble, ou 8,75 à 10,98 francs par tonne. Il s'élève ensuite, et de 1851 à 1861, il oscille entre 1,008 franc et 1,401 franc par hectolitre ras, ou 11,20 et 15,50 francs par tonne.
On peut admettre que le prix moyen de l'exploitation d'Hardinghen, de 1839 à 1864, a été de treize francs la tonne. Ce prix est élevé, mais s'explique par la faible extraction, et par les difficultés d'aller chercher le peu de charbon que l'on produit, au milieu de vieux travaux.

### Prix de vente
Pendant la même période de 1839 à 1864, le prix de vente subit des variations considérables. Il est en moyenne de 13,36 francs pendant les années 1839 à 1850, et de 16,15 francs pendant les années 1851 à 1864. Pendant les 26 années de 1839 à 1864, il atteint d'une manière générale 15 francs. Ce prix élevé tient à la situation favorable des Mines d'Hardinghen, dans une localité éloignée des autres houillères, à la faible extraction de ces Mines qui suffit à peine à l'alimentation des besoins locaux, enfin, à la composition de la houille qui est très gailleteuse et donne 50 à 60 % de morceaux.

### Bénéfices
Si l'on compare le prix de vente, quinze francs, au prix de revient, treize francs, on voit que de 1839 à 1864, l'exploitation a donné un bénéfice moyen de deux francs par tonne, soit pour 433 000 tonnes extraites, de 860 000 francs. En effet, les écritures de la Société donnent pour la période de 1839 à 1864, des bénéfices qui varient de 20 000 à 100 000 francs par an pour 19 années, soit en totalité 1 120 452 francs, dont il faut déduire les pertes pendant les huit années 1838 à 1842, 1852, 1853 et 1858 soit 270 343 francs, il reste 850 109,11 francs. Ce chiffre ne diffère pas sensiblement de celui de 860 000 francs obtenu par la différence entre les prix moyens de revient et de vente.

### Dividendes
En présence de ces bénéfices, la Compagnie distribue des dividendes, à savoir 100 francs par action de 3 000 francs soit 52 700 francs en 1842, 100 francs par action soit 52 700 francs en 1843, 200 francs par action soit 105 400 francs en 1844, 200 francs par action soit 105 000 francs en 1845, 200 francs par action soit 104 600 francs en 1846, 100 francs par action soit 52 100 francs en 1847, 100 francs par action soit 52 100 francs en 1850, 100 francs par action soit 51 700 francs en 1856 et 100 francs par action soit 51 700 francs en 1858, soit un ensemble de 628 000 francs.
Les bénéfices ayant été de 850 000 francs, cette distribution de dividendes semble parfaitement justifiée. Mais, des dépenses de travaux neufs ont absorbé bien au-delà de l'excédent des bénéfices. On a dû recourir aux emprunts ; le capital primitif est diminué, et ce qu'il en reste est uniquement représenté par des valeurs immobilières.

### Inventaire du 31 décembre 1864
En effet, l'inventaire au 31 décembre 1864 présentait la situation ci-dessous :
L'actif est de 1 625 379,65 francs dont 481 334,35 francs pour la valeur de la concession, 60 000 francs pour les terres, 90 401,55 francs pour les bâtiments, 692 478,98 francs pour les fosses, 245 564,67 francs pour le mobilier, les machines, les chaudières et le matériel et 49 600,10 francs pour les approvisionnements et le charbon en magasin. Le passif est de 388 052,05 francs, le capital net de 1 237 327,60 francs. Le placement a produit 1 553 864,35 francs nets, la diminution du capital est donc de 316 536,75 francs.
L'année 1864 se termine donc en laissant à la compagnie une situation des plus critiques. Les fosses Providence et Renaissance sont inondées ; toute exploitation est arrêtée. On n'a plus d'argent ; le capital est entièrement immobilisé ; on doit près de 400 000 francs, et la société n'a aucun crédit. L'assemblée générale du 14 février 1865 autorise un emprunt de 75 000 francs pour remettre les fosses la Renaissance et les Plaines en activité, et tenter ainsi de conserver le personnel ouvrier, en attendant des mesures plus efficaces. Cet emprunt n'a pu être réalisé que jusqu'à concurrence de 60 000 francs, au taux excessif de 7,75 %, et sur la garantie personnelle des administrateurs.

### Rapport d'Ingénieurs en 1865
Un rapport est demandé à Messieurs Callon, de Bracquemont et Cabany, pour éclairer l'administration et les actionnaires sur les moyens de sortir de cette situation fâcheuse.
Dans un rapport daté du 28 mars 1865, ces ingénieurs, après avoir établi les conditions du gisement d'Hardinghen, évaluent la richesse de la partie reconnue par les fosses Providence, Renaissance et Dusouich, à cent millions d'hectolitres. Toutefois, ce chiffre doit par suite de diverses circonstances, et pour laisser une marge aux éventualités, être réduit, et on peut admettre une extraction par jour de 1 500 hectolitres par chacun des deux puits, soit 900 000 hectolitres par an pendant cinquante ans, ou 45 millions d'hectolitres.
Ils estiment le prix de revient, ne comprenant que les frais techniques 86 centimes par hectolitre, et avec les frais généraux à 96 centimes, avec une extraction de 900 000 hectolitres par an. Ce prix s'élèverait à 1,25 franc au moins, avec une production de 300 000 hectolitres seulement.
Quant au prix de vente, ils l'évaluent à 1,30 francs, de sorte que le bénéfice peut être estimé à 34 centimes par hectolitre, soit 300 000 francs pour une extraction de 900 000 hectolitres par an. Mais la question qui domine c'est celle de l'épuisement, témoin les catastrophes de 1852 et 1864. Il faut compter que toutes les eaux du calcaire supérieur se rendront à la Providence, et qu'il faudra les y élever de 350 mètres, à raison de 50 000 hectolitres par 24 heures.
Les ingénieurs consultés concluent à l'établissement d'une forte machine d'épuisement sur le puits de la Providence, qui coûterait avec ses pompes et ses accessoires 375 600 francs. À cette dépense, il faudrait ajouter 18 000 francs pour la location d'une machine et de ses pompes provisoires, 72 000 francs pour la dépense de cette machine pendant un an, 109 000 francs pour l'approfondissement de la Providence et de
la Renaissance, leur guidage, leur matériel..., 574 600 francs pour les travaux de mines, 120 000 francs pour le chemin de fer et 60 000 francs pour les maisons d'ouvriers. Les ingénieurs évaluent le total des dépenses à 754 600 francs. De plus, il faudrait trois ans pour exécuter les travaux que comporte cette dépense.

### Emprunts
Dès le 14 février 1865, l'assemblée générale a autorisé, pour remettre en activité les fosses la Renaissance et des Plaines, un emprunt de 75 000 francs, qui n'a pu être réalisé qu'à l'intérêt de 7,75 % et sur la garantie personnelle des administrateurs, et à concurrence de 60 000 francs. Après avoir pris connaissance du rapport de Messieurs Callon, de Bracquemont et Cabany, les actionnaires, réunis en assemblée générale le 4 avril 1865, votent un emprunt de 1 000 000 francs pour l'exécution des travaux conseillés par ces ingénieurs.
Cet emprunt est réalisé par l'émission de 2 000 obligations de 500 francs, portant intérêt à 6 %, et remboursables par tirage au sort à 750 francs, en trente années, à partir du 1er juillet 1867. Le produit de cet emprunt est tout à fait insuffisant pour l'exécution du programme tracé par les ingénieurs. Des difficultés de toute nature se présentent dans les travaux, et il a fallu bientôt s'occuper de créer de nouvelles ressources.
Dès le mois de septembre 1866, l'assemblée générale appelle les 300 francs restant à verser sur les actions. Un certain nombre d'actionnaires se refusent à faire ce versement, et en 1867, il n'a été versé que 137 000 francs. À la date du 15 octobre de cette même année 1867, un deuxième emprunt de 500 000 francs est déjà réalisé, et bien plus, dépensé. Car l'assemblée générale du 18 novembre 1867 vote un troisième emprunt de 500 000 francs. Il est émis en 500 obligations de 1 000 francs, rapportant 5 % d'intérêt, et remboursables au pair en trente ans, à partir de la cinquième année. Mais les souscripteurs reçoivent pour chaque obligation souscrite, et gratuitement, une action de jouissance. Le total des emprunts est de 2 060 000 francs.
Ce chiffre de 2 060 000 francs, rapproché de celui de 754 000 francs fixé par le rapport des ingénieurs, montre combien les travaux de mine présentent en général d'éventualités et de mécomptes, et comment il faut, dans des évaluations de dépenses et de temps, compter sur l'imprévu, sur des difficultés et des retards.

### Travaux de 1865 à 1869
À la fin de 1864, les fosses Providence, Renaissance et des Plaines sont inondées, et la fosse Dusouich est abandonnée et comblée sur plus du tiers de sa hauteur. Dès le commencement de 1865, on a repris la fosse des Plaines et la fosse la Renaissance, afin de conserver personnel, et d'extraire un peu de houille en attendant la reprise de l'exploitation de la Providence.
La fosse des Plaines fournit de 400 à 500 hectolitres par jour de charbon de qualité médiocre, mais obtenu à une faible profondeur et à un prix de revient rémunérateur, dans deux veines fort irrégulières, l'une d'un mètre, l'autre de trois mètres d'épaisseur. Cette fosse a donné jusqu'à 50 000 hectolitres d'eau par 24 heures ; on a dû y monter une machine d'épuisement de 80 chevaux et deux pompes de 60 centimètres de diamètre. Mais les veines plongent tout autour de la fosse ; l'exploitation prise par la suite en vallée est fréquemment suspendue par le moindre arrêt des pompes. Il aurait fallu approfondir le puits ; on préfère l'abandonner. La fosse Dusouich est rétablie sur toute sa hauteur. Les deux premières veines rencontrées à cette fosse ont été dépouillées. On fait de nouvelles recherches qui font voir qu'elle est placée sur une selle. On y établit une petite exploitation de 100 hectolitres par jour dans une troisième veine, mais qui n'a pas eu de continuité. La fosse Dusouich a dû être aussi abandonnée en 1868.
À la fosse la Renaissance, une faible extraction a été commencée en 1852, puis abandonnée à la suite d'une venue d'eau. On y a monté une machine d'épuisement de 200 chevaux. Après l'inondation de la Providence en 1864, on en reprend l'approfondissement, et on le pousse à 206 mètres, avec une venue d'eau de 17 000 hectolitres par 24 heures. On est entré en galerie, et on extrait d'abord un peu de charbon pour les machines. On arrive même à produire 1 000 hectolitres par jour, quand une rupture de la tige des pompes amène l'inondation de la mine. Avec l'aide d'une deuxième machine de 80 chevaux, on parvient à réparer cet accident, mais la reprise de l'exploitation a dû être ajournée à la fin de 1868, à la mise en marche de la grande machine d'épuisement de la Providence. Cette reprise présente des difficultés sérieuses, et on a renoncé à la poursuivre.
À la fosse Providence, on a installé une machine d'épuisement d'une force exceptionnelle, d'environ 1 000 chevaux, pouvant élever en marche normale 60 000 et même 80 000 hectolitres. Elle fonctionne dès 1867, et en avril 1868, elle épuise les eaux à 205 mètres, lorsque Mgr l'Évêque d'Arras vient bénir cette machine. Il s'écoule encore une année pour descendre les pompes jusqu'à 275 mètres, guider le puits, établir les accrochages, percer les galeries, et en avril 1869, on commence à extraire 500 hectolitres de charbon par jour. Cette production va en augmentant successivement, elle atteint 1 000 hectolitres en août, et 2 000 hectolitres en décembre.
Sur les cinq veines reconnues, deux sont recoupées : la veine à Cuerelles, de 90 centimètres de puissance, et la veine Maréchale, d'un à 1,15 mètre, donnant l'une 25 % et l'autre 70 % de gros. C'est alors que le bris d'un retour d'eau amène l'inondation de la fosse. L'ingénieur, M. Delmiche, dans un rapport du 18 février 1870, annonce qu'il faudrait six mois pour réparer cet accident, et remettre l'exploitation en état. Mais l'argent manque ; on ne parvient pas à se procurer de nouveaux fonds, et l'assemblée générale du 30 mai 1870 prononce la liquidation de la société.

### Situation financière à la fin de 1869

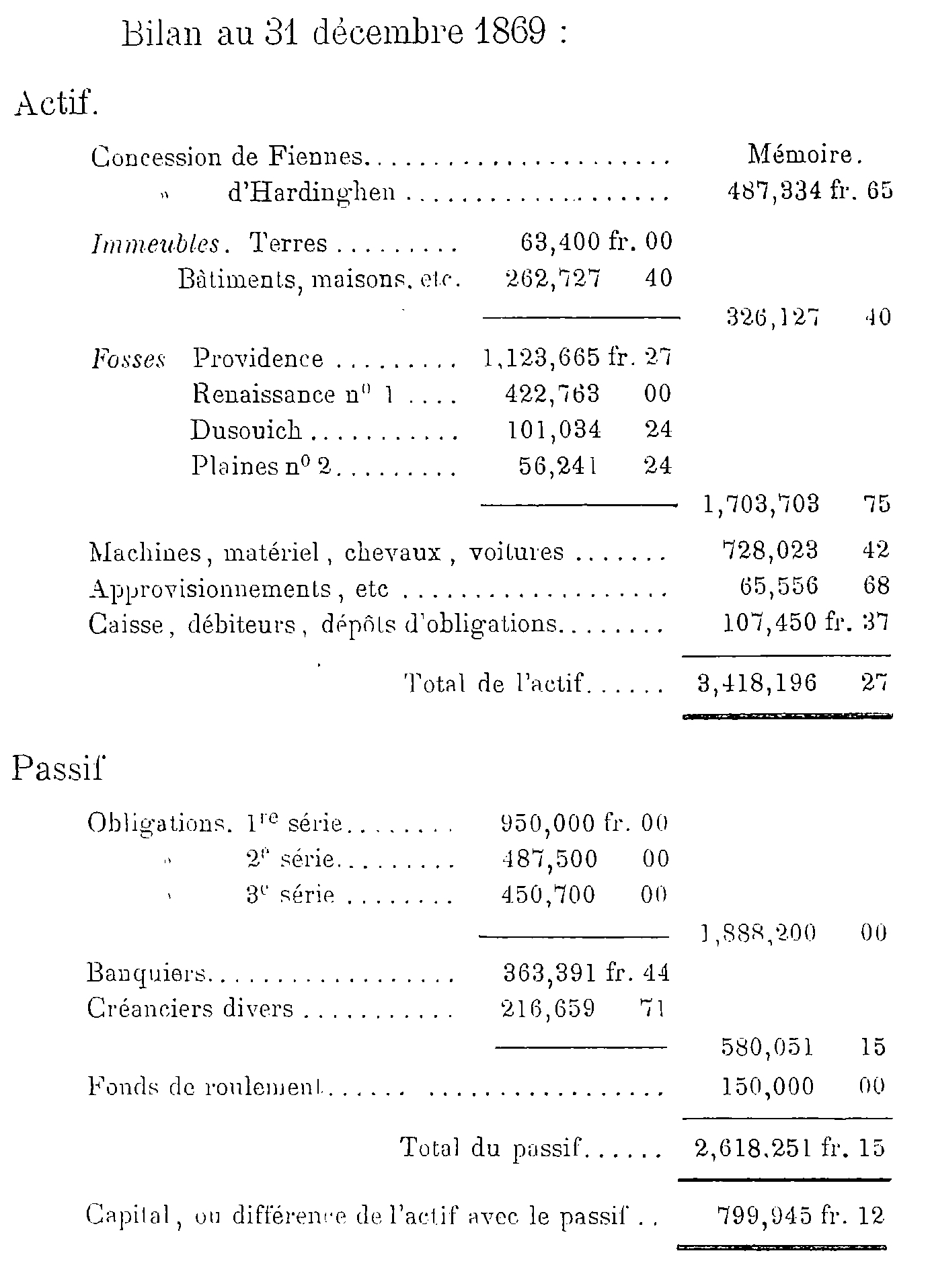
Bilan au 31 décembre 1869.

Les travaux qui viennent d'être décrits ont duré cinq ans, et coûté des sommes bien plus considérables que celles prévues. La situation financière de la Compagnie se présente sous un aspect peu rassurant, ainsi qu'il résulte d'une circulaire adressée aux actionnaires par le conseil d'administration, le 14 août 1869.
«  Notre système d'épuisement est complet. Notre extraction est de 1 000 hectolitres par jour. Nous avons eu beaucoup à faire pour arriver à ce résultat. Mais les ressources que vous avez votées sont épuisées. Nous avons emprunté jusqu'à ce jour 2 500 000 francs. Il faut encore 500 000 francs car nous avons quelques arriérés à payer, les intérêts de la dette que nous ne pourrons peut-être pas immédiatement servir avec les bénéfices de notre extraction. Enfin, des travaux restent à faire ; reprendre la fosse la Renaissance, construire encore des maisons d'ouvriers et nous relier au chemin de fer du Nord. Comme nous, ce chiffre de trois millions doit tout d'abord vous effrayer.  »
Vient ensuite un appel à la souscription d'un nouvel emprunt, avec la perspective que s'il n'est pas réalisé, c'est la liquidation, avec la responsabilité pour tous de payer les dettes de la société. La situation embarrassée de la compagnie, ressort du bilan dressé au 31 décembre 1869, que l'on trouve ci-contre.
Si l'on compare ce bilan à celui du 31 décembre 1864, 0n voit que l'actif est passé de 1 625 379,65 francs à 3 418 196,27 francs, en augmentation de 1 792 816,62 francs, mais que le passif qui est fin 1864, de 388 052,05 francs est fin 1869, de 2 618 251,15 francs, en augmentation de 2 230 199,10 francs, et que le capital net est tombé de 1 237 327,60 francs à 799 945,12 francs, en diminution de 437 382,48 francs.
La concession est reprise dans les deux bilans pour le même chiffre de 487 334,65 francs. Le compte d'immeubles est passé de 150 401,55 francs à 326 727,40 francs, en augmentation de 176 325,85 francs.
L'augmentation de la valeur des fosses a été :
| Valeur des fosses | 31 décembre 1864 | 31 décembre 1869 | Augmentation |
| ----------------- | ---------------- | ---------------- | ------------ |
| Providence        | 580 991,16       | 1 123 665,27     | 512 674,11   |
| Renaissance       | 102 616,21       | 422 763          | 320 146,79   |
| Dusouich          | 4 815,76         | 101 034,24       | 96 218,48    |
| Plaines           | 4 055,85         | 56 241,24        | 52 185,39    |
| Ensemble          | 692 478,98       | 1 703 703,75     | 1 011 221,77 |

La valeur des machines et du matériel s'est élevé de 245 564,37 francs à 728 023,42 francs, en augmentation de 482 459,05 francs. En résumé, du 31 décembre 1864 au 31 décembre 1869, il a été dépensé en cinq ans 176 825,85 francs en immeubles et bâtiments, 1 011 224,77 francs en fosses, 482 459,05 francs en machines et moteurs et 123 406,95 francs en augmentations diverses, soit un total de 1 793 416,62 francs. La dette a augmenté en même temps de 2 230 199,10 francs. Pendant cette période de 1864 à 1869, tous les efforts sont portés sur la reprise des fosses Dusouich, la Renaissance et surtout la Providence.
L'exploitation est presque nulle, car elle ne fournit que 22 748 hectolitres soit 2 047 tonnes en 1865, 76 734 hectolitres soit 6 906 tonnes en 1866, 23 351 hectolitres soit 2 101 tonnes en 1867, 20 060 hectolitres soit 1 805 tonnes en 1868 et  91 445 hectolitres soit 8 130 tonnes en 1869, soit un ensemble de 234 338 hectolitres ou 20 989 tonnes.

### Liquidation de la Société

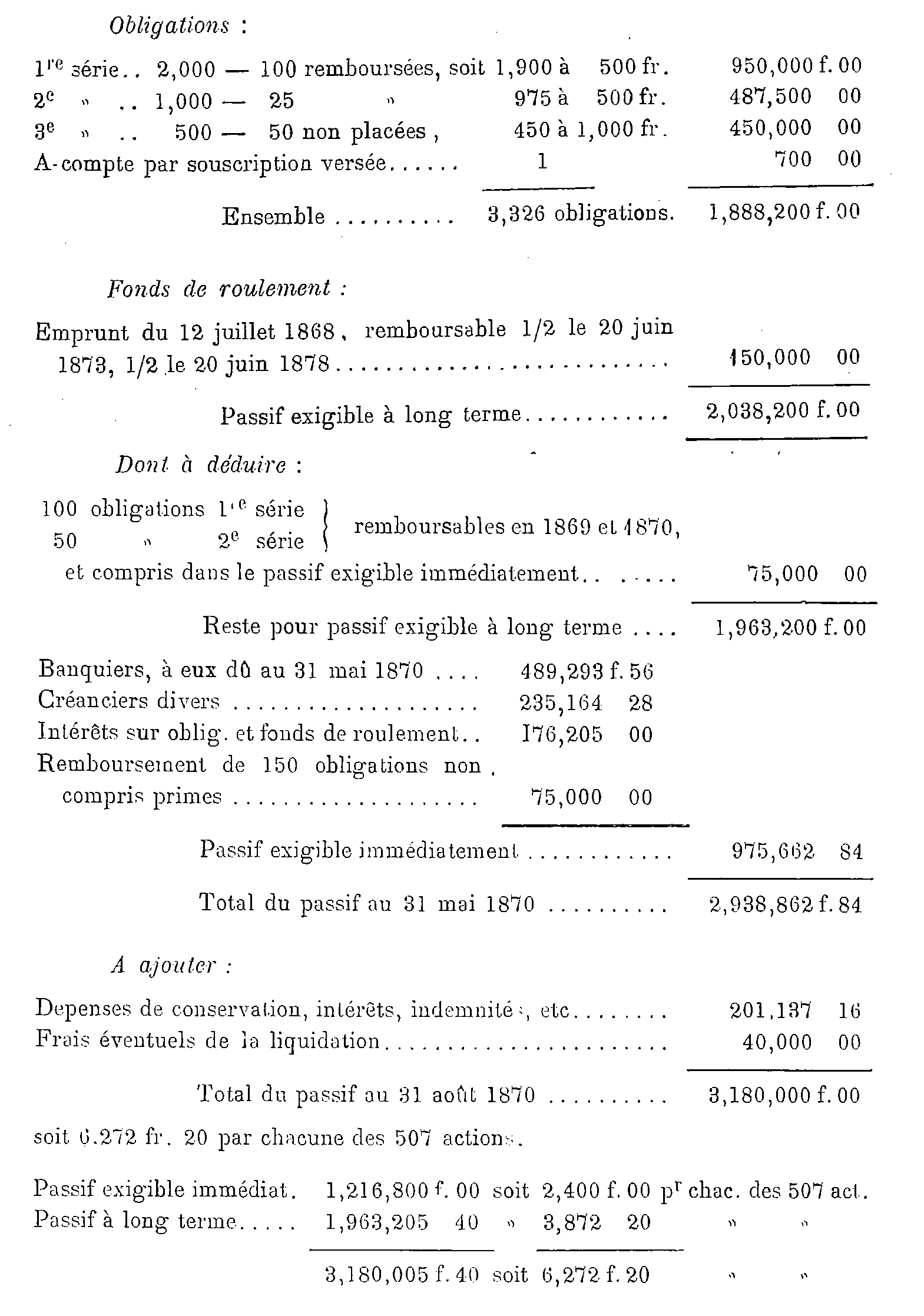
Passif au 31 août 1870.

À la fin de 1869, la Société est aux abois. La tentative d'un nouvel emprunt, voté en août 1869, a échoué. L'Assemblée générale est convoquée pour le 1er février 1870, et l'ordre du jour porte sur la mise en liquidation de la société. Rien n'y a été décidé. Dans le courant du même mois, une circulaire est adressée aux actionnaires pour leur donner connaissance de la proposition suivante :
« Une chance inespérée de salut s'offre à nous. Un groupe de capitalistes et d'actionnaires s'occupe de former, au capital de 1 200 000 francs, une société qui affermerait, pendant un certain nombre d'années, l'exploitation de notre charbonnage. Cette Société prendrait à sa charge les dépenses d'exploitation, le service et l'amortissement de notre dette, moyennant un prélèvement de 80 % sur les produits de l'exploitation. Les actions de cette Société seraient de 500 francs sur lesquels 300 francs seulement seraient à verser ; les 200 francs restant seraient appelés, s'il y avait lieu, en quatre versements, de trois mois en trois mois.

Les fondateurs de la Société financière demandent qu'il soit souscrit par les actionnaires, un nombre au moins égal d'actions à celui existant déjà dans notre société. Réponse avant le 28 février. Le salut de notre charbonnage en dépend.  »
Le 22 mars 1870, la combinaison proposée n'a pas abouti. Une commission nommée par l'assemblée générale adresse aux actionnaires une circulaire, dans laquelle elle annonce :
«  Que par suite d'un jugement obtenu par un fournisseur, la Société se trouvait sous le coup d'une saisie et d'une vente par autorité de justice à très bref délai. Que la Société avait une dette de bien près de trois millions. Que si son avoir, faute d'enchères, était racheté sur la mise-à-prix de 110 000 francs, la différence entre le prix de vente et les sommes dues constituerait, à la charge de chaque action, une contribution qui dépasserait le chiffre de 5 500 francs, que cette contribution est inévitable, la Société étant civile et chaque actionnaire étant responsable, pour chacune des actions dont il est propriétaire, de la portion de la dette qui correspond à cette action, n'eut-il pas assisté aux Assemblées générales ni voté les emprunts.

Dans une telle situation, ne serait-il pas préférable d'appliquer le sacrifice auquel vous ne pourrez vous soustraire, à la constitution d'une Société nouvelle, en la forme anonyme, permettant de racheter le charbonnage pour notre compte. Une combinaison de rachat est en voie d'organisation. Faites-nous connaître la part qu'il vous convient d'y prendre...  »
Cette souscription a atteint 1 358 000 francs. Mais cette somme est insuffisante, et l'on est conduit à liquider. L'assemblée générale du 30 mai 1870 prononce la dissolution de la Société et nomme des liquidateurs. Une vérification des écritures constate un passif de 3 140 000 francs, y compris une somme de 201 137,16 francs de prévisions diverses. Si l'on ajoute à cette somme 25 000 francs par mois, dépense indispensable pour empêcher le dépérissement de l'actif, et une somme de 40 000 francs comme frais éventuels de liquidation, on obtient une somme de 3 180 000 francs (150 obligations étant remboursées), valeur au 31 août, pour le montant du passif à cette époque, ce qui constitue pour chacune des 507 actions émises, une part contributive de 6 272,20 francs.
Le passif total de 3 180 000 francs se divise en 1 963 200 francs payables à long terme et 1 216 800 francs exigibles à bref délai. Les liquidateurs, dans une circulaire du 10 juin 1870, exposaient la situation ci-dessus, et demandent aux actionnaires le versement immédiat de 2 400 francs par action, avec intérêt à 6 %, pour éteindre la portion exigible du passif, et expriment l'espoir de leur éviter le payement du passif exigible à long terme, représentant 3 872,20 francs par action. En même temps, ils annoncent qu'ils s'occupent de la formation d'une nouvelle société pour racheter l'entreprise. Voici le compte explicatif du passif au 31 août 1870, que présentent les liquidateurs :
À la suite de la mise en liquidation de la Société, prononcée par l'assemblée générale du 30 mai 1870, le tribunal de Boulogne, sur la demande d'obligataires créanciers, procède à la vente de la concession d'Hardinghen, sur la mise-à-prix de 110 000 francs. L'adjudication a eu lieu le 24 juin 1870, au prix de 121 000 francs, en faveur du sieur Brocquet-Daliphard. Une surenchère est déposée par Messieurs Bellart et fils, banquiers à Calais, principaux créanciers de la Société.

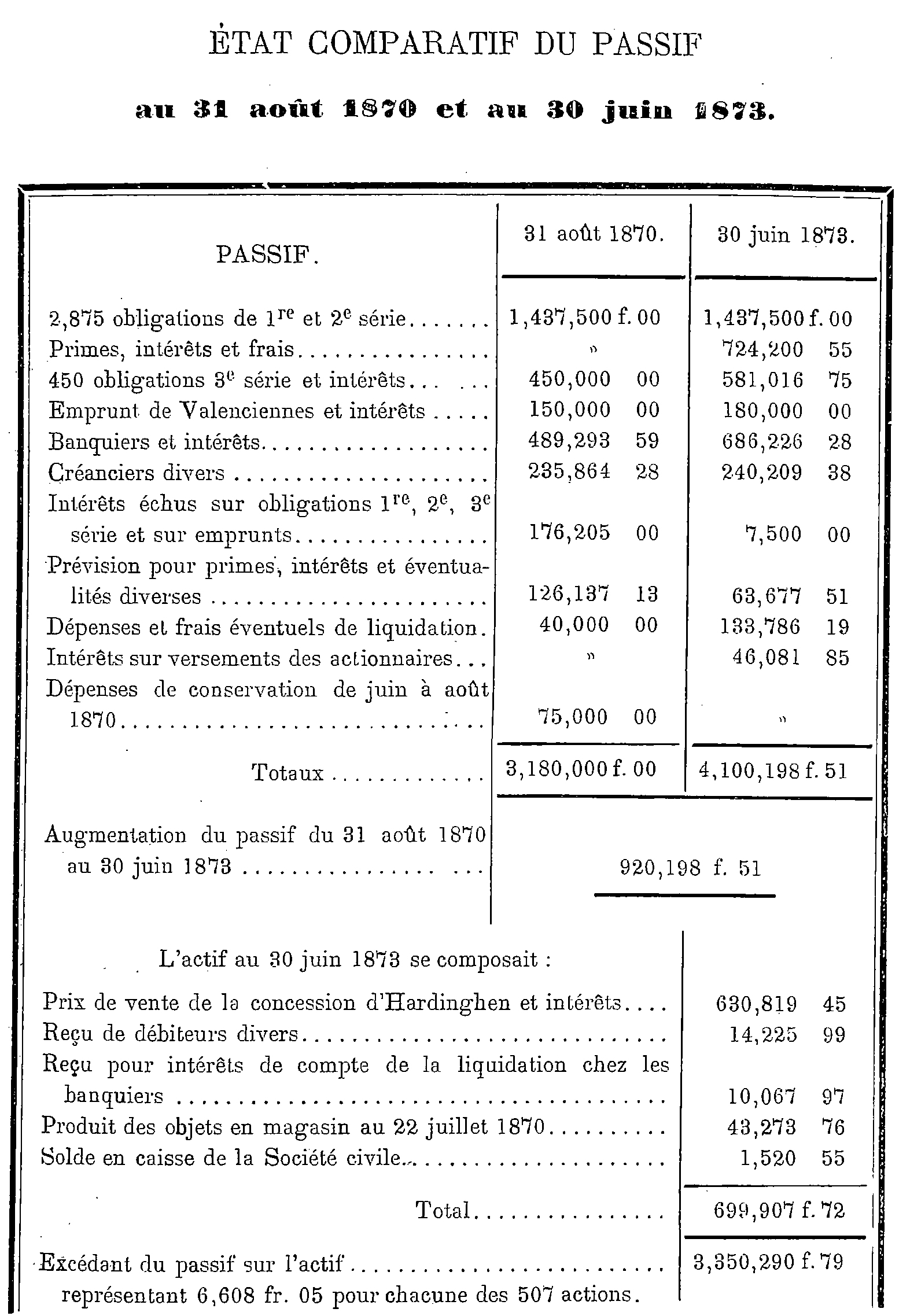
État comparatif du passif au 31 août 1870 et au 30 juin 1873.

La vente définitive a eu lieu le 22 juillet ; dans une assemblée générale, qui s'est tenue le 18, les actionnaires ont formé un syndicat pour le rachat de la mine, et ont souscrit 1 502 parts de 500 francs, soit 751 000 francs. Ce syndicat se présente à l'adjudication et a été déclaré acquéreur au prix de 550 000 francs. Cette rentrée correspond à 1 084 francs pour chacune des 507 actions de l'ancienne société, et réduit le passif à 2 570 000 francs, il reste donc 5 069 francs à payer par chacune desdites 507 actions.
Mais, les intérêts et les frais divers élèvent la part contributive de chaque action à 6 608,05 francs, valeur 30 juin 1873, ainsi qu'il apparaît d'une circulaire des liquidateurs en date du 21 août 1873, et du compte ci-contre qui accompagne cette circulaire.

### Depenses faites
Si, à ce chiffre du passif, dont les actionnaires sont redevables 3 350 290,79 francs on ajoute les versements faits primitivement sur les actions soit 1 705 964,35 francs, on obtient la somme de 5 056 255,14 francs pour les dépenses faites en pure perte par la société civile des Mines de Fiennes.

### Procès avec les actionnaires et avec les obligataires
La Société de Fiennes est une Société civile, et les actionnaires sont tenus de satisfaire aux dettes contractées, dans la proportion de leurs actions, mais sans solidarité. Le montant de ces dettes est d'environ 2 570 000 francs, déduction faite du prix de vente de la mine, ce qui représente 5 059 francs à payer par chacune des 507 actions de 3 000 francs.
Les liquidateurs ont demandé dès le mois de juin 1870, à titre de provision, un premier versement de 2 400 francs par action pour éteindre la portion exigible du passif. Un certain nombre d'actionnaires ont mis peu d'empressement à satisfaire à cet appel, et, d'un autre côté, la plupart possèdent des obligations et prétendent être déchargés de leur dette par l'abandon desdites obligations, à concurrence du montant de ces dernières.
Les liquidateurs assignent plusieurs actionnaires devant le tribunal de Boulogne pour faire juger la question, et par plusieurs jugements motivés, ce tribunal condamne lesdits actionnaires, non seulement à verser la provision de 2 400 francs par action, mais les déclare, à titre des obligations qu'ils possèdent, simples créanciers ordinaires, n'ayant droit qu'aux dividendes répartis par la liquidation.
L'un de ces jugements est ainsi libellé :
«  Attendu que X est propriétaire de quatre actions, par ces motifs, le tribunal, sans s'arrêter aux fins de non recevoir proposées, condamne X à verser à la caisse de la liquidation, la somme de 9 600 francs, à titre de provision de la part contributive dans le passif afférent aux quatre actions qu'il possède.

Dit que la somme sera employée à éteindre jusqu'à due concurrence, la portion personnelle de dette de X envers chaque créancier. Dit que les dividendes afférents aux obligations et créances dont X serait reconnu propriétaire, se compenseront jusqu'à due concurrence, et à mesure des répartitions faites et à faire, avec les sommes auxquelles il est tenu comme propriétaire d'actions. Condamne X aux dépens.  »
Ce jugement est confirmé par la cour d'appel de Douai, dont l'arrêt, en date du 10 juin 1873, déféré à la Cour de cassation, est maintenu par un arrêt du 16 février 1874. Les liquidateurs contestent aux porteurs d'obligations le droit d'exiger l'intérêt au taux de 6 % et la prime de 250 francs consentie par la société dans ses emprunts. Un jugement du même tribunal de Boulogne repousse cette prétention, dans les termes suivants :
«  Par ces motifs, le tribunal déclare les liquidateurs non recevables et mal fondés à contester l'intérêt à 6 % des obligations. Dit que la totalité de la prime est due et acquise aux porteurs des obligations et qu'elle doit être comprise dans la collocation comme et avec les obligations elles-mêmes. Maintient en conséquence les collocations de Z et de B, telles qu'elles ont été réglées au procès-verbal de M. le juge-commissaire pour le principal, la prime, les intérêts et les frais. Ordonne l'emploi des dépens en frais privilégiés d'ordre.  »
Il est appelé de ce jugement et la Cour de Douai rend, à la date du 24 janvier 1873, l'arrêt suivant :
«  Sur le taux des intérêts : adoptant les motifs des premiers juges. En ce qui concerne la prime : attendu que le mode d'amortissement réglé par le contrat en était une condition essentielle et la cause même de la prime promise aux souscripteurs ; que cette vérité ne saurait être méconnue si l'on rapproche l'insuccès du premier projet d'emprunt stipulant, en cas de liquidation, le remboursement pur et simple à 500 francs, de la réussite de la deuxième négociation accordant en sus une bonification de 250 francs à chaque obligation, au fur et à mesure qu'elle serait, dans un délai de trente années, favorisée par le sort.

Attendu par ces motifs, la Cour confirme le jugement attaqué en ce qui concerne les intérêts ; Emendant relativement à la prime, ordonne que, par les soins des liquidateurs, il sera procédé au tirage au sort de 200 obligations de la première série, et 100 obligations de la deuxième série (dont les tirages auraient dû avoir lieu le 15 mai des années 1869, 1870, 1871 et 1872) ; Dit que les obligations dont les numéros sortiront alors seront colloquées à leur rang pour le principal de 500 francs, la prime de 250 francs et les intérêts à 6 % ; Fixe les primes acquises aux obligations restant à 60,60 francs pour la première série, et à 48,12 francs pour la deuxième série, valeur au 31 décembre 1872.  »
C'est un succès pour les actionnaires d'Hardinghen, car, d'après le jugement du tribunal de Boulogne, ils ont à payer pour le remboursement des deux séries d'obligations, 5 227,70 francs par chaque action, tandis que l'arrêt de la Cour réduit ce payement à 3 897,95 francs ; soit une différence de 1 329,75 francs. La liquidation de la Société civile d'Hardinghen n'a pas été moins très onéreuse pour les actionnaires, qui pour éteindre le passif, augmenté d'intérêts et frais divers, ont été obligés de rapporter en 1873 plus de 6 000 francs par action primitive, dont le taux de versement est fixé par les statuts à 3 000 francs, précédemment versés.

## Les fosses

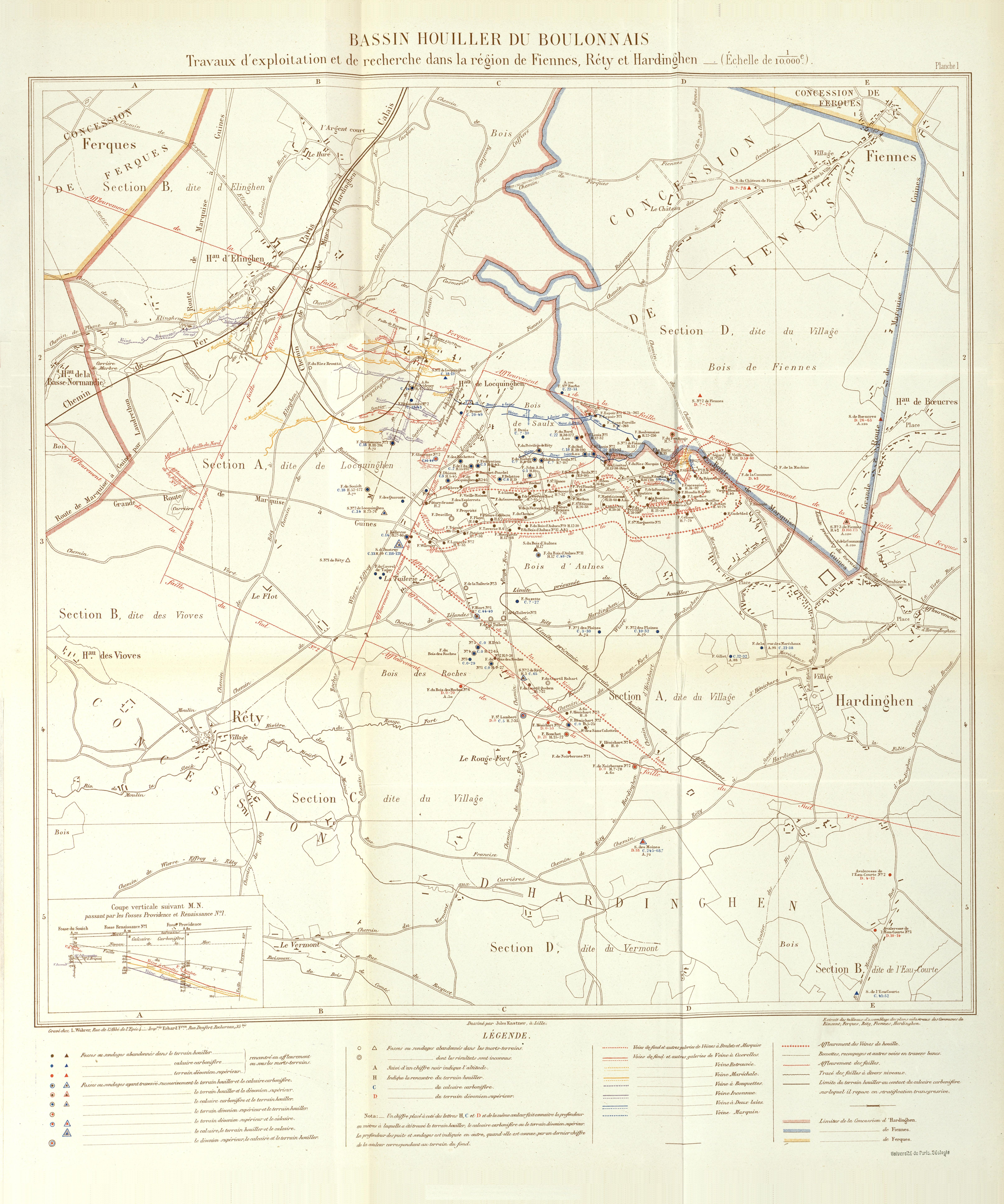
Carte des fosses ouvertes dans le Boulonnais.

### Fosse Dusouich
50° 48′ 35″ N, 1° 47′ 10″ E
La fosse du Souich ou Dusouich est commencée en 1850 par la Société de Fiennes à Réty. Elle est creusée à 154 mètres de profondeur, avec des accrochages à 124, 132 et 154 mètres. Le gisement est très irrégulier, et une venue d'eau de 2 200 hectolitres par jour oblige l'abandon des travaux le 10 février 1853. La fosse est reprise en 1865, 200 hectolitres d'eau y sont retirés chaque jour, mais l'exploitation, trop onéreuse, est abandonnée en juillet 1868.

### Fosse la Renaissanceno1
50° 48′ 43″ N, 1° 47′ 17″ E
En 1852, cette fosse est à peine entrée en exploitation lorsqu'elle est envahie par les eaux et noyée. On la croit alors perdue. En 1862, on y installe une machine d'épuisement de 200 chevaux, avec une pompe de 36 centimètres. L'inondation de la Providence fait suspendre l'approfondissement du puits, qui est cependant repris en 1865, et poussé jusqu'à 206 mètres.

### Fosse la Renaissanceno2
50° 48′ 51″ N, 1° 47′ 22″ E
La fosse La Renaissance no 2 est abandonnée à 42 mètres de profondeur.

### Fosse de la Providence
La fosse de la Providence est commencée en 1852 après l'inondation et l'abandon de la fosse la Renaissance. En 1857, elle est à 147 mètres dans les marbres. À 150 mètres, l'eau est rencontrée en abondance, une machine d'épuisement devient indispensable, mais les fonds manquent pour l'acheter. On parvient toutefois à s'en procurer une, et en août 1859, le puits atteint le terrain houiller à 176,85 mètres. De 171 à 181 mètres, soit sur onze mètres, on est obligé pour retenir les eaux, à la séparation du calcaire et du terrain houiller, d'établir un fort cuvelage en fonte, le premier qui ait été appliqué en France.
En 1860, on atteint la profondeur de 210 mètres, après avoir traversé trois couches de houille épaisses de 85 centimètres à 184,45 mètres, 35 centimètres à 184,30 mètres et 1,40 mètre à 193,71 mètres. L'exploitation commence en 1861. En 1864, la fosse est inondée. Il y vient 35 000 hectolitres d'eau par 24 heures. On y installe une machine d'épuisement de 1 200 chevaux, dont le montage dure longtemps, et qui ne fonctionne qu'en 1867. Le puits est vidé, les travaux sont réparés, un nouvel accrochage est ouvert à 260 mètres, et l'exploitation est reprise en 1868. La machine d'épuisement peut élever en marche normale 60 000 hectolitres d'eau par jour, et au besoin 80 000 hectolitres. Le puits est profond de 307 mètres.

### Fosse des Plaines
50° 48′ 11″ N, 1° 48′ 16″ E
La fosse des Plaines est ouverte en 1861. Elle trouve à la profondeur de dix mètres du charbon que l'on commence de suite à exploiter.
On y rencontre deux veines épaisses d'un et trois mètres, irrégulières et donnant du charbon de qualité médiocre, mais obtenu à un prix de revient très rémunérateur de 40 centimes l'hectolitre.
Inondée en 1864 par une venue d'eau de 50 000 hectolitres par 24 heures. On y installe une machine d'épuisement de 80 chevaux, commandant deux pompes de 60 centimètres de diamètre. Les veines forment de gros nodules irréguliers dans le calcaire, plongeant tout autour du puits. L'exploitation prise en vallées est fréquemment suspendue par le moindre arrêt de la machine, et ne peut être continuée sans approfondir le puits, travail long et coûteux. On a préféré y suspendre l'exploitation, le puits est profond de 52 mètres.

### Fosse de Locquinghen
50° 48′ 37″ N, 1° 47′ 41″ E
La fosse de Locquinghen est ouverte en 1838 à Réty, elle est commencée par le groupe de Liedekerque-Cazin, puis continuée par la Société de Fiennes à la profondeur de 44,65 mètres, elle est estimée 12 150,87 francs. Elle est abandonnée en 1840 à cause du faible gisement, et de l'abondance des eaux.

### Fosse du Nord
50° 48′ 45″ N, 1° 48′ 09″ E
La fosse du Nord est commencée en 1837 par le groupe de Liedekerque-Cazin à Réty. Le puits est profond de 171,63 mètres. La veine à Cuerelles a été exploitée. La fosse du Nord est acquise en 1838 auprès des anciens propriétaires d'Hardinghen par la Société de Fiennes et évaluée alors à 73 323,62 francs. Elle est abandonnée en 1848 ou 1840.

### Fosse du Sud
50° 48′ 42″ N, 1° 48′ 11″ E
La fosse du Sud est commencée par Liedekerque-Cazin puis continuée par la Société de Fiennes dans le bois de Saulx en 1837, à Réty. Elle est acquise en 1838 par la Société de Fiennes, et évaluée à 77 229,77 francs. Le puits est profond de 190 mètres. Les veines à Cuerelles, Maréchale et à Deux laies y ont été exploitées jusque 1849. La fosse a ensuite servi pour l'aérage et l'épuisement de la fosse Espoir no 2. Elle sert encore à l'épuisement vers 1852.

### Fosse Hénichart
50° 47′ 54″ N, 1° 48′ 02″ E
La fosse Hénichart est ouverte en 1783 et compte quatre puits. Elle est abandonnée en 1842.

### Fosse Vieille-Garde
50° 48′ 43″ N, 1° 48′ 51″ E
La fosse Vieille Garde a été creusée en 1838 à Fiennes par la Société de Fiennes. Le puits est creusé jusqu'à la profondeur de 60,45 mètres, mais le charbon n'y est pas recoupé. La fosse est abandonnée en 1839 ou en 1845. Des schistes verdâtres et des psammites que M. Promper regarde comme dévoniens y ont été atteints.

### Fosse Sainte-Barbe
50° 48′ 53″ N, 1° 48′ 05″ E
La fosse Sainte Barbe est ouverte en 1838 à Fiennes par la Société de Fiennes, avec un puits profond de 51,42 mètres. À la suite d'une venue d'eau, la fosse est abandonnée le 5 mars 1839 ou en 1847. Elle a rencontré une brèche de calcaire magnésien dans laquelle son approfondissement a été arrêtée.

### Fosse Sans-Pareille
50° 48′ 47″ N, 1° 48′ 16″ E
La fosse Sans-Pareille est située à l'est de la fosse Sainte-Barbe. On y a atteint la brèche du calcaire magnésien par une bowette au nord. Elle se présente comme un mur presque vertical contre lequel s'appuie le terrain houiller en stratification discordante.

### Fosse l'Espoirno2
50° 48′ 49″ N, 1° 48′ 12″ E
La fosse l'Espoir est ouverte en 1838 à 80 mètres seulement des schistes rouges du dévonien supérieur. Le puits est profond de 258 mètres. Elle est établie dans la concession de Fiennes, mais les travaux se sont étendus dans la concession d'Hardinghen. Elle a produit une assez grands quantité de houille. Inondée subitement en 1858 par la rencontre des eaux contenues dans les anciens travaux, elle est abandonnée en laissant chevaux et matériel. De 1854 à 1857, cette fosse réalise de 58 000 à 98 000 francs de bénéfices annuels.

### Fosse la Boulonnaise
50° 48′ 45″ N, 1° 48′ 26″ E
La fosse Boulonnaise est ouverte par la Société de Fiennes en 1838 à Fiennes. D'un diamètre de 2,60 mètres, la fosse est amenée à la profondeur de 230,37 mètres, des accrochages sont établis à 145, 175 et 187 mètres. La production a été assez importante, mais elle ne donne plus rien en 1840. La fosse est fermée en 1850.

### Fosse de la Verrerie
50° 48′ 35″ N, 1° 47′ 56″ E
La fosse de la Verrerie est en exploitation à la profondeur de 65 mètres antérieurement à 1852, date à laquelle elle est abandonnée Elle possède deux puits : Verrerie Nord et Verrerie Sud.

### Fosse Bellevueno3
50° 48′ 27″ N, 1° 47′ 22″ E
La fosse Bellevue est ouverte en l'an V, en 1797, près des anciens puits Bellevue nos 1 et 2, d'anciennes exploitations.

### Fosse du Bois des Aulnes
50° 48′ 29″ N, 1° 47′ 53″ E
Il s'agit de la fosse no 12 Extraction et Épuisement, la dernière des fosses du Bois des Aulnes. Les puits sont abandonnés en 1838.

### Fosse Hibon
50° 48′ 38″ N, 1° 48′ 15″ E
La fosse Hibon est commencée en 1858 à Réty par la Société de Fiennes à la suite de l'inondation de la fosse Espoir no 2. Le puits est profond de 84 mètres, l'accrochage est établi à 82 mètres. La production totale est de 124 514 hectolitres de charbon. La fosse est abandonnée le 25 octobre 1860, parce que le charbon y fait défaut.

### Fosse Jasset
50° 48′ 33″ N, 1° 48′ 46″ E
La fosse Jasset est commencée par la Société de Fiennes en 1858 à Hardinghen. La machine d'extraction de la fosse Espoir no 2 y est installée. le puits est profond de 74,85 mètres, et doté de deux accrochages à 42 et 73 mètres. 238 119 hectolitres de charbon y ont été extraits, et les travaux cessent le 17 mai 1861 à la suite de l'épuisement du gisement.

### Fosse Suzette
50° 48′ 16″ N, 1° 47′ 53″ E
Le puits Suzette a été ouvert à Réty en 1784 par la Société de Sesseval, au sud du bois d'Aulnes, la profondeur atteinte est de 27 mètres, dans le marbre carbonifère formant le soubassement du bassin d'Hardinghen. On a voulu continuer le puits par un sondage, mais l'outil s'étant engagé dans une fente du calcaire, on n'est pas parvenu à le retirer, et on a tout abandonné.